# Besenbüren

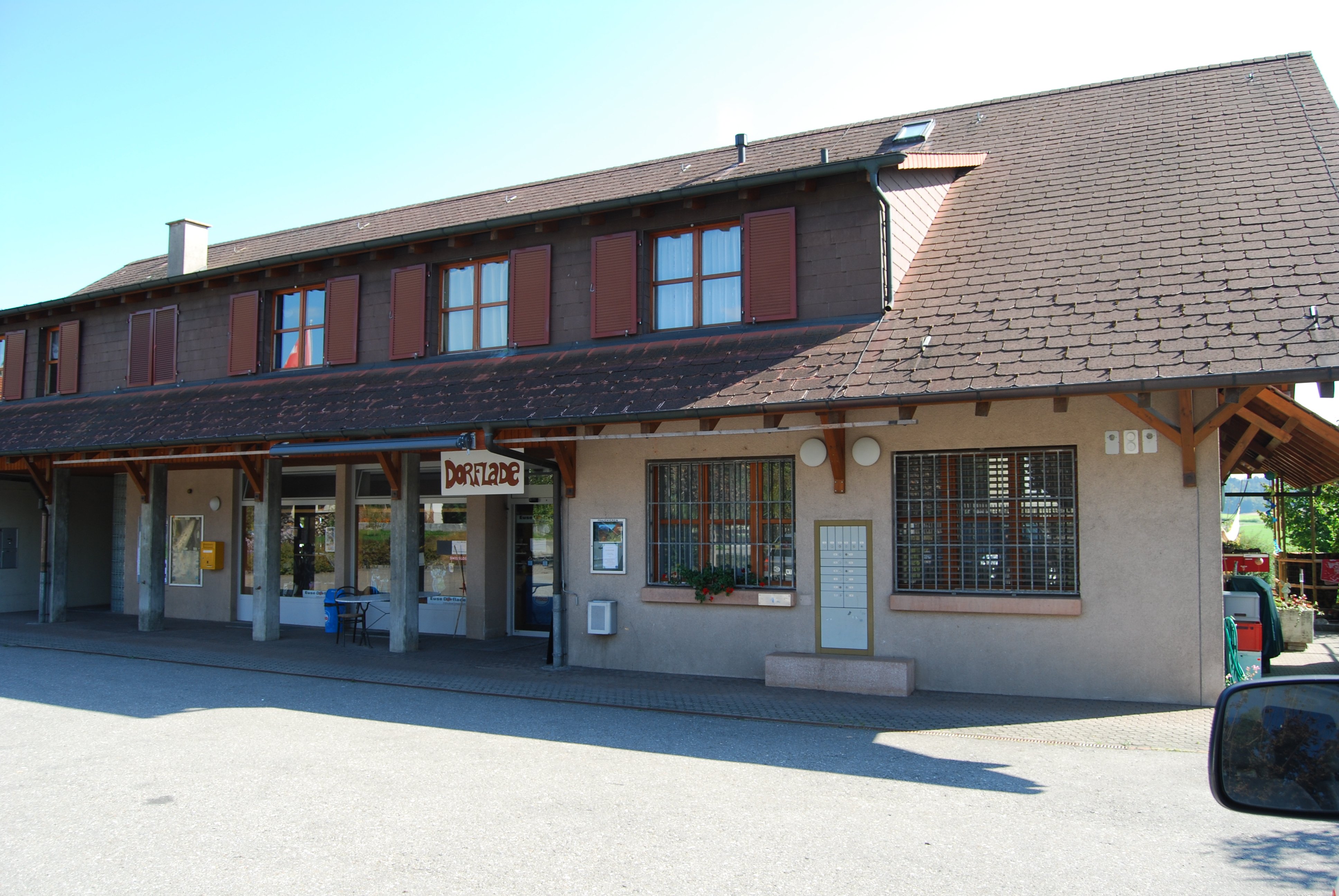
Kommunhus och lanthandel.

Besenbüren (schweizertyska: Bäsibüre) är en ort och kommun i distriktet Muri i kantonen Aargau, Schweiz. Kommunen ligger i mellersta Bünzdalen och har 639 invånare (2023).

## Geografi
Kommunen ligger vid kanten av Bünzslätten vid Wagenrains utlöpare, runt 1,5 kilometer öster om Bünz och 2,5 kilometer väster om floden Reuss. Största delen av området är flackt, bara i längst i nordväst och nordost är landskapet kulligt.
Kommunen täcker en areal om 2,38 km², varav 0,47 km² skogsmark och 0,29 km² bebyggelse. Kommunens högsta punkt ligger 498 meter över havet nära nordvästra bygränsen, den lägsta på 436 meter över havet vid den södra kommungränsen.
Grannkommuner är Bremgarten i nord, Rottenschwil i öster, Aristau i sydöst, Boswil i sydväst och Bünzen i nordväst.

## Historia
I Forenmoos vid den södra kommungränsen har man gjort flera fynd från äldre stenåldern och jägarstenåldern, bland annat stenyxor och handkilar. Från bronsåldern härstammar diverse spjutspetsar, som upphittats på samma fyndplats.
Orten Besenbüren finns belagt ett flertal gånger i källor från 1300-talet (1303–1308 ze Bessembuͥrron, Bessenbuͥron; efter 1312 von Besembúren, ze Besembúrren; 1361 ze Besenbüren), och även i Acta Murensia som går tillbaka till den omkring 1160 nämns orten: in Besenbürren mansum. Ortnamnet är en gammalhögtysk sammansättning av personnamnet Baso och būria/būrrea/būrra ’bostad’, som tyder på att orten kan vara grundad av alemanner på 500- till 700-talet.
Under medeltiden ägdes marken av klostren Muri och Engelberg. Besenbüren låg i det habsburgska länet Muri. Eftersom Habsburgarna utövade högre domsrätten, låg den lägre domrätten hos ätten von Heidegg, som residerade i Schloss Heidegg ovanför Gelfingen.
1415 erövrade edsförbundet Aargau och Besenbüren blev nu del av länet Boswil i Freie Ämter-området, ett gemeine Herrschaft. von Heidegg-ätten behöll sina rättigheter också under edesförbundet. 1471 sålde de dessa till Muriklostret, men köpte tillbaka dem några år senare, för 1617 definitivt avyttra dem till klostret. I mars 1798 marscherade fransmännen in i Schweiz utropade den Helvetiska republiken. Besenbüren blev en kommun i den kortlivade kantonen Baden, sedan 1803 hör den till kantonen Aargau.
Under andra hälften av 1800-talet minskade folkmängden med 30 procent. Många husbränder, fattigdom och brist på odlingsbar jord framtvingade utvandring. Långt in på 1900-talet präglades kommunen av lantbruk. År 1980 nåddes bottennoteringen 280 invånare; då började en livlig byggaktivitet och på 25 år fördubblades folkmängden.

## Politik
Kommunalstämman (Gemeindeversammlung), kommunens församlade röstberättigade, utövar den lagstiftande makten i kommunen. Verkställande organ är kommunfullmäktige (Gemeinderat) med fem ledamöter. Deras mandatperiod är fyra år och välj av folket i majoritetsval. Fullmäktige leder och representerar kommunen. Dessutom verkställer de kommunalstämmas beslut och utför de uppgifter som tilldelas av kantonen och federationen.

## Arbetsmarknad
I Besenbüren finns det enligt Betriebszählung 2005 omkring 130 arbetsplatser, varav 34 % inom jordbruket, 18 % i småföretag och 48 % inom tjänstesektorn. Flertalet av arbetstagarna pendlar dock och arbetar i kommuner i omgivningen i Bünztal (framförallt i Wohlen och Muri), men delvis också i Zürichs storstadsområde.